# Räuber und Gendarm (Film)
Räuber und Gendarm (Originaltitel: Guardie e ladri) ist eine italienische Filmkomödie mit dem neapolitanischen Komiker Totò aus dem Jahre 1951.
Der Stil des Films ähnelt dem Neorealismus. Der Film hatte Schwierigkeiten mit der Zensur, galt jedoch als einer der besten Filme von Totò. Wegen seiner Rolle als Dieb Ferdinando Esposito in diesem Film wurde er von den Kritikern geschätzt. Totò hat den Nastro d’Argento als bester Schauspieler gewonnen. Der Film nahm am Festival de Cannes 1952 teil und gewann den Preis für das Beste Drehbuch.
Im Jahr 2008 wurde die dramatische Komödie auf die offizielle, vom italienischen Kulturministerium gebilligte Liste „100 erhaltenswerte italienische Filme“ aufgenommen. Die 100 ausgewählten Filme entstanden zwischen 1942 und 1978 und haben das kollektive Gedächtnis Italiens maßgeblich geprägt.

## Handlung
Schauplatz des Films ist Rom nach dem Zweiten Weltkrieg. Ferdinando Esposito ist ein Dieb, der seine Familie durchzubringen versucht. Mit seinem Komplizen Amilcare gibt er, verkleidet als Reiseführer, vor, eine alte Münze auf dem Forum Romanum gefunden zu haben und verkauft die gefälschte Münze für 50 US-Dollar einem amerikanischen Touristen, Mr. Locuzzo. Dieser erkennt den Betrug später. Locuzzo ist der Vorsitzende eines Ausschusses einer amerikanischen Wohltätigkeitsorganisation, die Geschenke an Bedürftige verteilt. Er erkennt Esposito bei der Übergabe des Geschenkes und alarmiert die Polizei.
So beginnt eine komödiantische Verfolgungsjagd mit einem dicken Polizisten, Brigadiere Lorenzo Bottoni, der Esposito fängt. Jedoch gelingt es Esposito zu entkommen.
Der Polizist wird vom Dienst suspendiert und droht seinen Arbeitsplatz zu verlieren, wenn er den Dieb innerhalb von drei Monaten nicht finden kann. Daher legt Bottoni Zivilkleidung an und macht sich auf die Suche nach Esposito. Bottoni kennt Espositos Familie und versucht sich beliebt zu machen, indem er ihr Speisen und Gefälligkeiten zukommen lässt. Von Esposito gibt es jedoch keine Spur. Nach und nach freunden sich die beiden Familien an.
Eines Tages treffen sich beide Familien beim Mittagessen. Auch Esposito ist dabei, der nichts von der Identität des Polizisten weiß. Zum Zeitpunkt der Verhaftung Espositos, die außerhalb des Hauses stattfindet, gibt Esposito Bottoni die Schuld dafür, den guten Glauben seiner Familie an ihn zu verderben, während Bottoni seine Situation erklärt. So werden die Rollen vertauscht und es ist Esposito, der sich dafür entscheidet, verhaftet zu werden.
Die beiden werden Freunde, verbergen die Wahrheit vor ihren Familien und gehen zur Polizei.

## Kritik
Das Lexikon des internationalen Films urteilte, es handle sich bei der Produktion um einen „sympathische[n] Film“ und er biete einen „unterhaltsame[n] Appell an die Mitmenschlichkeit.“.

## Auszeichnungen (Auswahl)
Bei den Internationalen Filmfestspielen von Cannes 1952 wurde Drehbuchautor Piero Tellini mit dem Preis für das beste Drehbuch ausgezeichnet.